# 龙须沟
《龙须沟》是老舍编剧、焦菊隐导演的话剧，並帶有一定程度的政策宣傳色彩。首演于1951年，讲述1950年北京龙须沟治理的故事。

## 版本
龙须沟剧本存在两个版本：
1. 1950年8月，老舍写完《龙须沟》，9月在《北京文艺》发表。1951年1月由大众书店印行初版，平装，32开。
2. 1951年6月文化生活出版社的《龙须沟》话剧剧本，该版本经过了话剧导演焦菊隐的改编，是话剧演出的舞台本
3. 老舍的修订版文学本《龙须沟》于1952年初由上海晨光出版公司出版，平装，大32开。老舍写了自序：“《龙须沟》有两种不同的本子：一种是按照我的原稿印的，一种是北京人民艺术剧院的舞台本。现在，我借用了一部分舞台本中的对话与穿插，把我的原稿充实起来，为的教找不到舞台本的也可以勉强照这个本子排演。因为我只借用了一部分材料，所以这一本在情节上还不与舞台本完全相同。至于舞台布景的说明，在原稿中本来没有，这次我全由舞台本借用过来。我应当向北京人民艺术剧院致谢！此书原由大众书店印行，已售完版权，不再印；改由晨光出版公司印行修订本。老舍于北京，一九五一年除夕。”
4. 1953年6月人民文学出版社出版的《龙须沟（修订本）》，该剧本为老舍先生原始剧本的修订定稿，部分参照了已经出版的舞台本，情节与舞台本不完全相同。[1]

## 剧情
龙须沟主要舞台为老北京龙须沟一带的小杂院，讲述院内四户人家从1949年前到1950年代初期的生活，登场人物有程疯子、程娘子、赵大爷、王大妈、丁四、丁四嫂、小妞、二春、二嘎子等，對中國大陸社會在1949年的改變，作出了作者等人的解釋。

## 历史
1949年老舍先生从美国回到中国，任北京市文联主席，创作了《方珍珠》后表示要去1950年春开工的龙须沟改造工程体验生活并以此创作剧本。但由于腿疾，老舍只去了龙须沟现场一次，但派北京市文联的助手林斤澜持续在龙须沟走访采风，不断汇报见闻。老舍在《〈龙须沟〉写作经过》写：“在我的二十多年的写作经验中，写《龙须沟》是个最大的冒险。不错，在执笔以前，我阅读了一些参考资料，并且亲临其境去观察；可是，那都并没有帮助我满膛满馅的了解了龙须沟。”1950年8月，老舍写完《龙须沟》，9月在《北京文艺》发表。1951年2月1日北京解放两周年，该剧在焦菊隐导演下由“老人艺”话剧队首演，主要演员有于是之、叶子、黎频、韩冰、郑榕、杨宝琮、李大千等，该剧在首演后大获成功。毛泽东不喜欢看话剧，曾说：我们天天在演话剧，还看别人干什么？谁也不会演得比我们更好。在周恩来的推荐下，毛泽东看了《龙须沟》，并说：好的话剧，像《龙须沟》这样的，我也是看的。1951年12月北京市人民政府为表彰老舍先生的突出贡献授予其“人民艺术家”的荣誉称号。1953年，新成立的北京人民艺术剧院对该剧进行了重新排演，焦菊隐依照斯坦尼斯拉夫斯基体系对该剧进行了部分改编，该剧也成为了北京人民艺术剧院的代表曲目。